# Maieutiek
Maieutiek (Oudgrieks μαιευτική τέχνη (maieutikè technè), de kunde van de vroedvrouw) is in de dialogen van Plato de manier waarop men iemand anders of zichzelf kan helpen in contact te komen met ware kennis, anders gezegd: te helpen die kennis over de platoonse ideeënwereld te ‘baren’. Socrates gebruikt de maieutiek als onderdeel van zijn socratische methode.
In deze methode maakt Socrates eerst vragenderwijs door middel van ironie en elenchos (logische weerlegging) de geest van zijn gesprekspartner leeg, vrij van eerdere veronderstelde kennis. Vervolgens gaat hij proberen de al half-aanwezige kennis over vormen van de ideeënwereld op te wekken. Zijn gesprekspartner hoeft zich deze alleen maar te 'herinneren' door middel van anamnese. De kennis is al in hem in een sluimertoestand, maar hij is zich er alleen nog niet van bewust. Als een vroedvrouw brengt Socrates door het stellen van de juiste vragen die verloren kennis naar buiten, vaak gebruikmakend van de methode der hermeneutiek. Maar maieutiek is niet genoeg: het bereidt de ziel van zijn gesprekspartner alleen voor op het aanschouwen van de vormen. Een zeker toeval of goddelijke inspiratie is vereist om het doel werkelijk te bereiken.